# Casino de Paris
Casino de Paris i Rue de Clichy er en af de kendte musikhaller i Paris med en historie, som går tilbage til det 18. århundrede. I modsætning til hvad navnet måske antyder, bruges det til optræden og ikke til hasardspil. 
Den første bygning på dette sted, der viste shows, blev bygget af Duc de Richelieu omkring 1730. Efter revolutionen blev stedet omdøbt til Jardin de Tivoli og blev blandt andet anvendt til fyrværkerishows. I 1880 kom stedet til at hedde Palace Theatre, som husede shows af forskellige typer, herunder brydning.
Det var i begyndelsen af 1. verdenskrig, at det moderne Casino de Paris begyndte at tage form. På det tidspunkt blev spillestedet omdannet til biograf og koncertsal. Bombardementerne under 1. verdenskrig medførte imidlertid, at forestillingerne i en periode ikke kunne gennemføres. Da det igen blev muligt, blev der satset på revygenren, som holdt gennem en god del af det 20. århundrede.
I årenes løb har der på Casino de Paris blandt andet optrådt kunstnere som Mistinguett, Maurice Chevalier, Josephine Baker, Tino Rossi, Line Renaud, Zizi Jeanmaire og i nyere tid komikeren Jamel Debbouze. 